# Oleksij Pawlenko
Oleksij Mychailowytsch Pawlenko (* 2. Januar 1977 in Uman, Ukrainische SSR) ist ein ukrainischer Politiker. Pawlenko war von 2014 bis April 2016 Minister für Agrarpolitik und Lebensmittel der Ukraine.

## Leben
Oleksij Pawlenko studierte an der wirtschaftswissenschaftlichen Fakultät der Kiew-Mohyla-Akademie in Kiew und der Wirtschaftsuniversität Nyenrode in Breukelen, Niederlande. Zwischen 2006 und 2009 war er Geschäftsführer beim Unternehmen „Foxtrot“. Zudem leitete er einen der größten landwirtschaftlichen Betriebe der Ukraine und ist Partner eines Investmentfonds.
Am 2. Dezember 2014 wurde er als Parteimitglied der Partei Selbsthilfe zum Minister für Agrarpolitik und Lebensmittel der Ukraine im zweiten Kabinett Jazenjuk ernannt.
Ende Januar 2016 plante er sein Amt aufzugeben, rückte jedoch am 2. Februar 2016 davon wieder ab.
Am 4. Februar 2016 gab die Selbsthilfe-Partei bekannt, dass Pawlenko nicht mehr Mitglied der Partei sei.
Nach einer Kabinettsumbildung am 14. April 2016 endete seine Amtszeit als Minister.